# Superbike-VM 2018
Superbike-VM 2018 arrangeras av Internationella motorcykelförbundet. Världsmästerskapet avgörs över 13 omgångar (26 heat). Säsongen inleds den 24 februari i Australien och avslutas den 27 oktober i Qatar. Britten Jonathan Rea på Kawasaki blev världsmästare för fjärde året i rad. Kawasaki tog också mästartiteln för konstruktörer.

## Tävlingskalender och heatsegrare
Jämfört med 2017 har deltävlingarna i Tjeckien och Argentina tillkommit, men deltävlingen i Tyskland och en i Spanien (Jerez) har tagits bort från tävlingskalendern så antalet är oförändrat.
| Datum    | Bana           | Vinnare heat 1       | Märke    | Vinnare heat 2       | Märke    |
| -------- | -------------- | -------------------- | -------- | -------------------- | -------- |
| 24-25/2  | Phillip Island | Marco Melandri       | Ducati   | Marco Melandri       | Ducati   |
| 24-25/3  | Chang          | Jonathan Rea         | Kawasaki | Chaz Davies          | Ducati   |
| 14-15/4  | Aragón         | Jonathan Rea         | Kawasaki | Chaz Davies          | Ducati   |
| 21-22/4  | Assen          | Jonathan Rea         | Kawasaki | Tom Sykes            | Kawasaki |
| 12-13/5  | Imola          | Jonathan Rea         | Kawasaki | Jonathan Rea         | Kawasaki |
| 26-27/5  | Donington      | Michael van der Mark | Yamaha   | Michael van der Mark | Yamaha   |
| 9-10/6   | Brno           | Jonathan Rea         | Kawasaki | Alex Lowes           | Yamaha   |
| 23-24/6  | Laguna Seca    | Jonathan Rea         | Kawasaki | Jonathan Rea         | Kawasaki |
| 7-8/7    | Misano         | Jonathan Rea         | Kawasaki | Jonathan Rea         | Kawasaki |
| 15-16/9  | Algarve        | Jonathan Rea         | Kawasaki | Jonathan Rea         | Kawasaki |
| 29-30/9  | Magny-Cours    | Jonathan Rea         | Kawasaki | Jonathan Rea         | Kawasaki |
| 13-14/10 | Villicum       | Jonathan Rea         | Kawasaki | Jonathan Rea         | Kawasaki |
| 26-27/10 | Losail         | Jonathan Rea         | Kawasaki | Inställt             | Inställt |

## Mästerskapsställning
Slutställning i förarmästerskapet efter 25 heat. Ett av 26 planerade heat inställt.
1. Jonathan Rea, 545 p. Klar världsmästare efter 21 heat.
2. Chaz Davies, 356 p.
3. Michael van der Mark, 333 p.
4. Tom Sykes, 314 p.
5. Marco Melandri, 297 p.
6. Alex Lowes, 248 p.
7. Xavi Fores, 230 p.
8. Eugene Laverty, 158 p.
9. Toprak Razgatlıoğlu, 151 p.
10. Lorenzo Savadori, 138 p.
11. Loris Baz, 137 p.
12. Leon Camier, 108 p.
13. Jordi Torres, 98 p.
14. Michael Ruben Rinaldi, 77 p.
15. Leandro Mercado, 70 p.

## Deltagarlista
Ordinarie förare
| Nr | Förare               | Team                     | Motorcykel        |
| -- | -------------------- | ------------------------ | ----------------- |
| 1  | Jonathan Rea         | Kawasaki Racing          | Kawasaki ZX-10R   |
| 2  | Leon Camier          | Red Bull Honda           | Honda CBR1000RR   |
| 7  | Chaz Davies          | Aruba.it Racing - Ducati | Ducati Panigale R |
| 12 | Xavi Forés           | Barni Racing             | Ducati Panigale R |
| 22 | Alex Lowes           | Pata Yamaha              | Yamaha YZF R1     |
| 32 | Lorenzo Savadori     | Milwaukee Aprilia        | Aprilia RSV4 RF   |
| 33 | Marco Melandri       | Aruba.it Racing - Ducati | Ducati Panigale R |
| 36 | Leandro Mercado      | Orelac Racing VerdNatura | Kawasaki ZX-10R   |
| 37 | Ondřej Ježek         | Guandalini Racing        | Yamaha YZF R1     |
| 40 | Román Ramos          | GoEleven Kawasaki        | Kawasaki ZX-10R   |
| 45 | Jake Gagne           | Red Bull Honda           | Honda CBR1000RR   |
| 50 | Eugene Laverty       | Milwaukee Aprilia        | Aprilia RSV4 RF   |
| 54 | Toprak Razgatlıoğlu  | Kawasaki Puccetti Racing | Kawasaki ZX-10R   |
| 60 | Michael van der Mark | Pata Yamaha              | Yamaha YZF R1     |
| 66 | Tom Sykes            | Kawasaki Racing          | Kawasaki ZX-10R   |
| 68 | Yonny Hernández      | Pedercini Racing         | Kawasaki ZX-10R   |
| 76 | Loris Baz            | Gulf Althea BMW Racing   | BMW S 1000 RR     |
| 81 | Jordi Torres         | MV Agusta Reparto Corse  | MV Agusta 1000 F4 |
| 99 | Patrick Jacobsen     | TripleM Honda            | Honda CBR1000RR   |